# 緑屋
緑屋（みどりや）は、日本にかつて存在した月賦制の小売店で、1969年（昭和44年）1月期までの十数年間は業界最大手であった。
会社・法人格としては、1980年（昭和55年）8月1日に「志澤」を吸収合併して「西武クレジット」へ商号を変更し、1989年（平成元年）10月1日に株式会社クレディセゾンへと商号を変更して存続している。

## 概要
1946年（昭和21年）9月12日に岡本虎二郎が東京都世田谷区太子堂に和洋家具専門店の「岡本商店」として店員3名で面積約9坪の店を開いたのが始まりである。
この創業時点では繊維製品が統制されていたことから家具を主力としたもので、当初は現金販売のみで営業していた。
1947年（昭和22年）11月に「有限会社 大丸」を設立して法人化し、1949年（昭和24年）に繊維品の統制が解除となったことから、同年10月に第2次世界大戦後の東京では初めて月賦販売を開始した。
1950年（昭和25年）から繊維品の取り扱いを本格化し、同年10月に「有限会社 緑屋」へ商号を変更して月賦販売を本格化した。
1951年（昭和26年）4月に当社初の支店として横須賀市追浜本町に横須賀店を開店した。
同年5月1日に資本金99万円で「株式会社緑屋」を設立した。
1957年（昭和32年）に三軒茶屋に鉄筋コンクリート造地下1階・地上5階建てでエレベーターや冷暖房完備した店舗を開設し、大型店としての月賦百貨店の第1号となった。
1958年（昭和33年）に仕入れ部門を「緑屋商事」として分離独立させたほか、共同購入代金の借入・貸付を行う「緑屋信用販売協同組合」や照明・電気工事の「緑屋電業社」を設立した。
1960年（昭和35年）には「クレジットの丸井」に対して「ホームビルの緑屋」というキャッチフレーズを掲げてチェーン展開をし、業界に先駆けて店舗展開を進めた。
1963年（昭和38年）1月にコンピューターを導入して商品管理を中心とした電子化を開始し、同年2月1日に「吉祥寺緑屋」・「溝口緑屋」・「横浜緑屋」・「宇都宮緑屋」・「平塚緑屋」・「常盤台緑屋」・「千住緑屋」を吸収合併し、同年7月2日に東京証券取引所第2部に上場した。
1967年（昭和42年）2月に「千葉緑屋」・「調布緑屋」を吸収合併し、1968年（昭和43年）6月に第1部に昇格した。
1969年（昭和44年）8月1日に「丸紅」と商品開発や設備リース・店舗開発費の貸し付けなどの提供を受ける業務提携を締結した。
丸井、丸興、ライフアップ大丸（大丸百貨店）と共に四大月賦百貨店の一つに数えられ、東証2部に上場した当時は売上高約127億円を上げて2位に約50億円の差をつける圧倒的な首位となっていた。
最終的に500店舗の展開を目指して上場前後から出店を加速し、1965年（昭和40年）の31店舗から1970年（昭和45年）1月末時点には45店舗まで店舗を増やした。
しかし、早くから出店を進めたことが裏目に出てその後の繁華街の移動や店舗の大型化の影響を受け、「小売業は立地産業だ」との青井忠治の考えから駅前立地で出店して「駅のソバ」をキャッチコピーとして業績を伸ばしたライバルの丸井との出店戦略の違いが業績を伸び悩ませることに繋がった。
同じ1965年（昭和40年）から1970年（昭和45年）1月の間に24店舗から30店舗まで6店舗の増加に留めたものの、スクラップアンドビルドで店舗の大型化などを進めて売り場面積を約2.3倍に拡大した丸井との戦略の差が出て、その間に売り場面積を約1.3倍にしか伸ばせなかった当社は会社全体の売り場面積で逆転されることになった。
商品政策面でも、ファッション関連中心の品揃えとして購買力の高い若者層を取り込んだのに対して、当社は従来通りの月賦百貨店の営業形態を続けたことも、業績格差に繋がってしまった。
その他、月賦は低所得者層が利用するというイメージの悪さを打ち消すために1964年（昭和39年）から「クレジット」というキャッチフレーズへの置き換えを進めた丸井との広報戦略の違いも業績の伸び悩みに繋がっていった。
その結果、1970年（昭和45年）1月期に丸井に月賦百貨店首位を奪われて業界2位へ転落することになった。
また、ボウリング場・中華料理店・喫茶店・住宅産業などへの多角化を図ったものの、その投資負担や業績の伸び悩みが当社全体の伸び悩みに繋がり、月賦販売の本業に徹した丸井との差が広がる要因となってしまった。
その為、借入金が約300億円に達し、売上や利益で上回る丸井の約200億円を大きく上回るところまで、財務が悪化することになった。
その為、1971年（昭和46年）11月に丸紅が発行済み株式数4400万株のうち600万株を取得して筆頭株主となり、仕入れや新店舗の建設・集金・配送システムなどに共同で取り組む、資本・業務提携を行った。
それに伴って、丸紅から尾松千秋が代表取締役として送り込まれ、創業社長岡本虎二郎の長男の岡本典雄は常務取締役を退任して当社から離れることになった。
1972年（昭和47年）10月に「ミドリヤクレジットカード」として独自のクレジットカードの発行を開始した。
しかし、丸紅に小売業のノウハウがなかったこともあって、その後も商品企画力や営業力の面で丸井に大きな差がついたままとなった業績は回復しなかった。
また、業績の伸び悩みで株価が低迷したことから、当社は1970年（昭和45年）8月の増資以降は株式市場で資金調達が出来なかったのに対し、ライバルの丸井は同じ1970年（昭和45年）の他に1972年（昭和47年）と2回の時価発行増資を行って資金調達を行っており、財務面でも差を付けられることになった。
その他にも、クレジットの回収率でも当社は1974年（昭和49年）1月期で前年度より約0.5％改善しても約98.5％に留まり、丸井より1％以上未回収率が高い状態が続くなど、顧客の信用管理面でも同社に対して劣っていた。
こうして再建が進まなかったことから丸紅は仲介者を介し西武流通グループに提携を打診した。
これを受けて、1975年（昭和50年）1月に西武グループ（後のセゾングループ）が100万株を取得し、1976年（昭和51年）3月に300万株を岡本一族と丸紅から追加で取得した。
同年4月に坂倉芳明西武百貨店社長が当社社長を兼務して再建に取り組み始め、山形店や高崎店などの大型店から家具などの大型商品を無くしてファッション専門店への切り替えを進めた。
また、当時約70％を占めていた割賦販売依存から脱却を目指し、現金での販売を強化することで経営再建を目指した。
1976年（昭和51年）9月に「ミドリヤクレジットグリーンカード」の発行を開始し、横須賀店で地元商店街とのクレジットカードの共同利用を開始した。
1977年（昭和52年）1月に西友と共同で大森の工場跡地と凍結していた旭川市での出店を再開することや、不採算店6店舗の閉鎖・約400名の西武グループへの出向・閉鎖店舗跡地など遊休資産の売却などを行う再建計画を発表した。
しかし、当初は出向計画と遊休資産の売却が遅れたことから、1978年（昭和53年）1月期に約16億円の経常赤字に転落した。
1978年（昭和53年）4月1日に資本金9000万円で「緑屋計算センター」を設立してコンピューター管理部門を独立させ。
同年5月にキャッシングサービスを開始して、消費者金融事業に参入した、同年5月にキャッシングサービス業務を開始した。
1980年（昭和55年）8月1日に「志澤」を吸収合併して「西武クレジット」へ商号を変更し、同日に当時	西武流通グループの本社が集まっていたサンシャイン60に本社を移転した。
同年6月に東北地区6店舗、同年11月に関東地区14店舗にPOSシステムを導入して、全店舗への同システムの導入を完了した。
1981年（昭和56年）3月に子会社であった「緑屋計算センター」は西武情報センター（現:セゾン情報システムズ）に吸収合併された。
1982年（昭和57年）4月15日に西武流通グループのカード機能を統合して「西武カード（SEIBU・CARD）」の発行を開始した。
1983年（昭和58年）3月15日に「セゾンカード（SAISON・CARD）」の発行を開始した。
1985年（昭和60年）3月に「ウォーク」を設立して当社と西友や西武百貨店の運営していたファッション専門店ビルの運営を一本化した。
1985年（昭和60年）に債権管理システム「SOCS」を整備し、1986年（昭和61年）に多目的総合情報管理システム「SCREEN」を開発した。
1989年（平成元年）10月1日に株式会社クレディセゾンへと商号を変更した。
1994年（平成6年）4月に総合割賦斡旋業者登録を行い、セゾンカードの発行主体を当社にほぼ一本化した。
1996年（平成8年）に新カード発行システム「SCANERS」と新債権管理回収システム「SUCCESS」の運用を開始した。

### 商号の由来
「風雪にめげず木々が緑を増すように、人々に生気と希望を与えよう」という願いを込め、商号を草木の萌え出ずる色である「緑屋」とした。

## 過去に存在した店舗

### ams

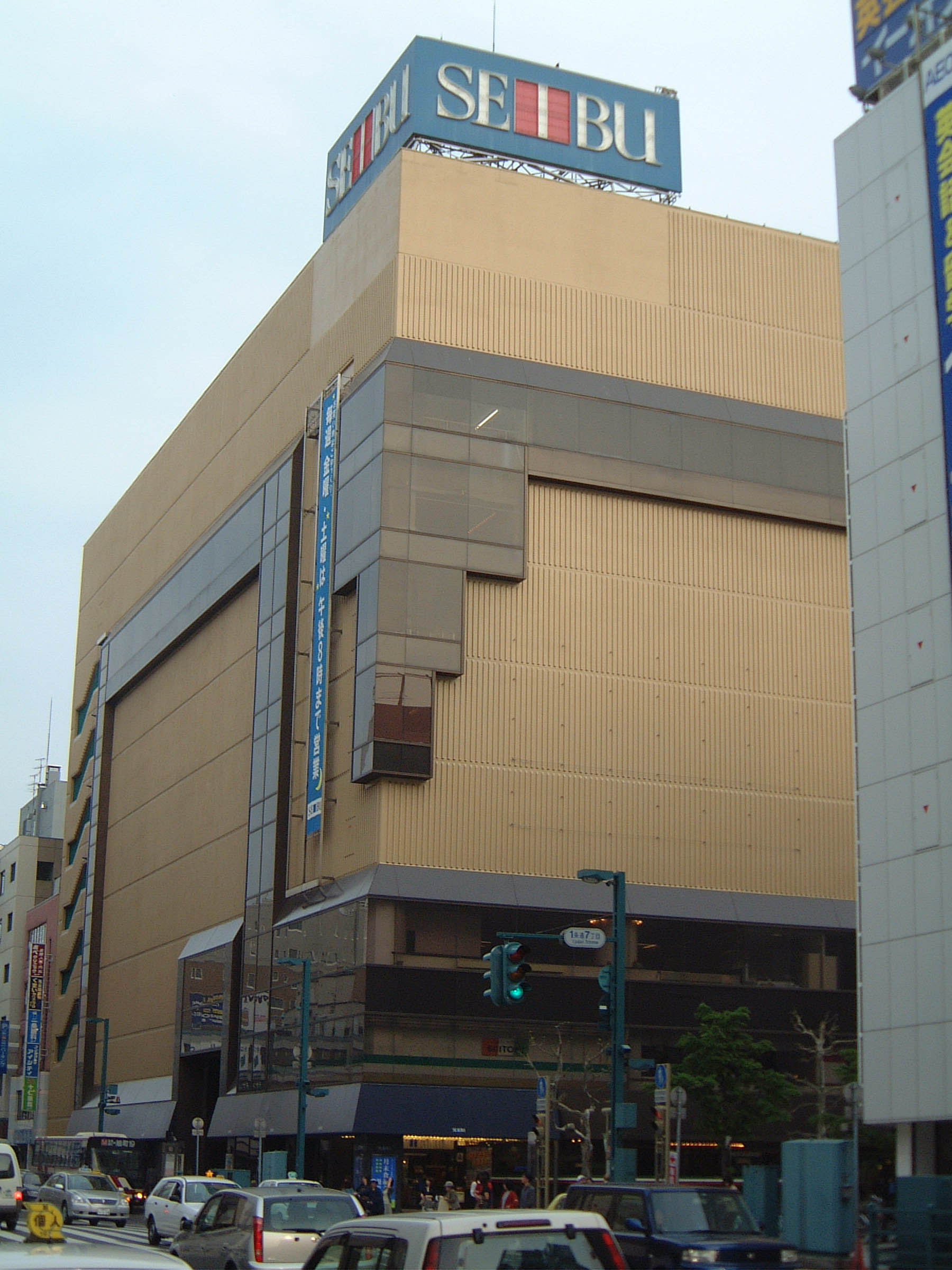
旧 旭川緑屋ショッピングセンターams旭川店の建物（後に西武百貨店旭川店A館になってからの写真）＜参考：2006年5月26日に撮影＞

amsとは「旭川・緑屋・ショッピングセンター」の略であったが、 Attractive Merchandising Store（魅力的な品揃えのお店）というコンセプトが後付され、旭川だけでなく他地域の大型店舗にもその名称が採用されるようになった。
1979年の旭川店開業時のキャッチコピーは、人気コピーライター糸井重里による『女、キラキラ。男、そわそわ。』で、同タイトルのイメージソングも同氏が作詞。作曲・編曲・歌は矢野顕子が担当した。この楽曲は、北海道地区でCM放送に使用されたが、当時レコードの一般発売はされなかった。2016年発売の矢野のオールタイムベストアルバム『矢野山脈』に収録された。

#### 北海道・東北地方
- ams旭川緑屋ショッピングセンター（北海道旭川市1条通り8丁目右1号、1979年（昭和54年）9月15日開店[61][62]）

月賦販売から脱却し、百貨店業態への転換を試みる「新生緑屋のモデル店舗」と位置づけられ開店。旭川駅前では、1975年8月8日に西友グループの北海道西武旭川店（のちの西武百貨店旭川店B館）が先行して進出しており、イトーヨーカ堂・ダイエー・東急百貨店なども、進出を目指していたが、北海道西武旭川店の隣地へ出店することで相乗効果を挙げるという、西武流通グループにおける初の出店モデルとなった。
のちに西武百貨店旭川店A館となる店舗は、地下1階、地上8階建て。フロアは、地下1階が食品フロア、1階は婦人用品フロア、2階が婦人服フロア、3階が特選品・呉服のフロア、4階がファッション・専門店フロア、5階が紳士服・スポーツ用品フロア、6階がインテリアフロア、7階がカルチャー・ホビーフロア、8階がレストラン・amsホールで構成。ヤング、ミセスを中心とした女性顧客を重視し、情報交流の場としてアムスプラザ、文化を伝える機能を持つ多目的モールであるアムスホールも設けた。1979年度の売上は自社・テナントの合計で44億7500万円で、目標の40億円を12%ほど上回った。こうしたことから、以降の転換店舗は、amsタイプを発展させていくという方針が採用されたとみられている。
1981年9月にams旭川緑屋を運営する「北海道緑屋」と「旭川西武」が合併し「北海道アムス西武」が発足。翌年には西武百貨店旭川店としてA・B館を一体化した都市型百貨店となった。1983年社名を「旭川西武」に変更。1988年3月、グループ再編に伴い、札幌の五番館と合併。「西武北海道」旭川店として再スタートし、1997年に西武百貨店に吸収合併。直営化された。
旭川店は2005年に赤字に転落し、2007年に大規模なリニューアルを行ったが、黒字への転換は図れなかった。その後、全国のイオンとして初の駅直結モール「イオンモール旭川駅前」の出店や郊外型商業施設の大規模改装、さらには札幌への顧客流出等で商業環境が激変し、大幅な赤字を計上する事態となった。このため、将来的に赤字からの脱却を見出すことができないとして、2016年9月末を以って閉店した。当時の建物は既に解体され、A館跡地はドラッグストア大手のツルハホールディングスが購入し、2021年9月に「ツルハ旭川中央ビル」が竣工した。B館跡地は土地建物を地元の前田住設が取得。同社は当初B館をリノべーションしてインバウンド向けホテルなどを想定していたが、建物の構造上、リノベは無理と判断され解体。ホテルが入る複合商業施設が予定されている。
- ams西武仙台店（宮城県仙台市青葉区中央1-10-10[74]、1982年（昭和57年）4月15日開店[51][75][76][74]）

敷地面積約14,782m2、鉄骨鉄筋コンクリート造地下2階地上8階建て、延べ床面積約24,263m2、店舗面積約10,702m2（当社店舗面積約6,791m2）、駐車台数約160台。
「仙台駅前開発ビル」出店に際して、既存店2店を統合しての出店となった。同ビルは住友商事が事業推進協力者になった第1種市街地再開発事業で出来た再開発ビル。運営は西武百貨店に委託され、ブランド中心の品揃えで若者の人気を集め、1990年には168億円の売上があった。2000年には、市内の百貨店として初の女性店長を起用し、30歳代向けにテナント構成を見直したが、売上は低迷。西武百貨店の経営再建の一環で、2003年8月10日閉店した。後継テナントとして、12月に「仙台ロフト」が出店。直営売場（2階～5階）に加え、ジュンク堂書店、HMV、無印良品、ヴィレッジヴァンガード、ABCクッキングスタジオなど18のテナントも導入された。
仙台駅前開発ビルは、1991年に西友と業務提携したエンドーチェーン仙台駅前店と110mほどの距離にあり、地上のほか、仙台駅西口ペデストリアンデッキによって2階でも、さらに仙台市地下鉄仙台駅コンコースによって地下でも接続するライバル店だった。エンドーは、西友に譲渡し、1991年11月3日に百貨店事業部運営の「SEIYO（セイヨー）」として開店。旭川と同じような相乗効果を期待した。しかし、この提携関係は長くは続かず、ザ・モール仙台長町の開業に合わせ、1997年7月31日に閉店した。1997年11月28日にSEIYO仙台店はテナントビル「EBeanS（イービーンズ）」として再出発している。　

#### 関東地方
- （2代目）宇都宮店 → ams宇都宮店（栃木県宇都宮市江野町8-2[87][88][89]、1974年（昭和49年）12月開店[90] - 2001年（平成13年）1月閉店[91]）

鉄筋コンクリート造地下1階地上5階建て塔屋3階、延べ床面積約10,513m2、店舗面積約6,880m2（直営店舗面積約1,170m2）。
東急百貨店の仲介で、1974年（昭和49年）6月26日に閉店した旧:山崎百貨店跡に同年12月に移転した（旧:山崎従業員の雇用も引き受けた）。
1984年（昭和59年）11月21日に72店舗が入居する「ams宇都宮」として新装開店した。運営は「株式会社ウォーク」に委託。1995年（平成7年）9月には、全テナント62店舗のうち、49店舗に及ぶ大規模な改装を実施して、天井や入口は照明で明るさを強調した。
1991年（平成3年）4月に西武百貨店宇都宮店の新館·宇都宮ロフトが開店し、1997年（平成9年）3月20日に宇都宮パルコ開店したことから4つのセゾン系店舗が存在することになった。この結果、顧客層がパルコと競合していたことや建物の老朽化もあり、2001年（平成13年）1月にams宇都宮は閉店した。
閉店後、ビル所有者である東急不動産は、ティー・エム・ディー（現・東急モールズデベロップメント）が運営する「109UTSUNOMIYA」を2001年10月6日に出店。同店は「エゴイスト」「ジャージー」「ラストシーン・ガール」など渋谷の勝ち組ショップを中心とした50店で構成され、地下1階にはイタリアンレストラン、最上階の5階には100円ショップが入った。「渋谷『マルキュウ』がそっくりそのまま来た」と話題になり、オープン初日は、1000人以上が列を作った。その後も、人気は上々だったが、来店客が予想より若い10歳代の女性が中心であったため、年間売上目標は、目標を10%以上割りこんでいた。ティー・エム・ディーは、渋谷109の営業方法を維持しながら、地元の事情に合わせて扱う商品を多様化させたいとしていたが、2005年（平成17年）7月に閉店した。109の閉店後ビルは解体。跡地には宇都宮市が総工費約11億円を投じ、イベント用広場「オリオンスクエア（オリオン市民広場）」を整備し、2006年（平成18年）11月にオープンしている。
- （2代目）吉祥寺店 → 西武スポーツ吉祥寺（武蔵野市吉祥寺本町1-10-1[100]、1971年（昭和46年）12月3日開店[101] - 1980年（昭和55年）閉店）

売場面積約4,065m2。
1981年（昭和56年）4月25日に緑屋から西武スポーツ吉祥寺へ業態転換。当初は「ams西武スポーツ吉祥寺」の名称を用いていた。1999年（平成11年）4月24日には後継テナントとして吉祥寺ロフトが開店した。
- ams西武三軒茶屋店（東京都世田谷区太子堂4-24-8[106]、1985年（昭和60年）10月25日開店[107][106] - ）

地下2階地上5階建て。売場面積約7,974m2。
世田谷区が官民一体で進めた市街地再開発事業の第1工区で建設されたビルに出店した。フロア構成は地下1階がSMのフロア、1階がコミュニティサービスのゾーン、2階が婦人とチルドレンの衣料、3階がメンズと書籍、4階がハウスキーピングと家電、5階がゲーム&ステーショナリーとイベントのフロアとなっていた。1998年（平成10年）9月に西友三軒茶屋店として、GMSへの業態転換。
- ams西武大森店（東京都品川区南大井6-27-25[112]、1984年（昭和59年）3月30日開店[112] - ）

売場面積約3,410m2。西友大森店（売場面積約9,090m2）と同居。西友と西武クレジットとの初の共同開発による複合店舗となり、物品販売、外食、映画館など異質の機能を1つの商業施設に揃えた。都内の小売企業店舗で、はじめての3つの映画館を持つシネマコンプレックス「キネカ大森1・2・3」がオープンし、キネカ大森を西友は映像文化のリーダー館と位置づけた。のちに建物は西友のGMSに転換され、2017年（平成29年）5月、上層階にBOOKOFF、ヤマダ電機、Seriaが出店。

### 志澤
- 志澤小田原本店（買収前）→西武クレジット志澤店→クレディセゾン志澤店（小田原市）

1980年（昭和55年）に、神奈川県湘南地方の地場百貨店「志澤」を買収。運営は西武百貨店で、「西武クレジット（後にクレディセゾン）志澤店」の名称。1998年閉店。

### 緑屋（ミドリヤ）

#### 北海道
- 札幌店[6] → 札幌駅前店　(札幌市中央区北4条西3丁目1[6][7]、1965年（昭和40年）4月16日開店[117] - 1977年（昭和52年）2月18日閉店[118])

敷地面積約1,285m2、延べ床面積約3,673m2、売場面積約2,171m2
売り場は1階から8階まであった。直径6.5mの「緑屋マーク」のネオンサインの屋上広告塔が設置されていた。
現:クレディセゾン北海道支店。
- 札幌南2条店（札幌市中央区南2条西2丁目10[119][120][7]、1967年（昭和42年）8月開店[121] - 1980年（昭和55年）8月17日閉店[122][123]。）

売場面積約4,298m2。
富樫ビルに出店していた。
1985年からファッションビル「PRIVY」、2005年からダイソー。

#### 青森県

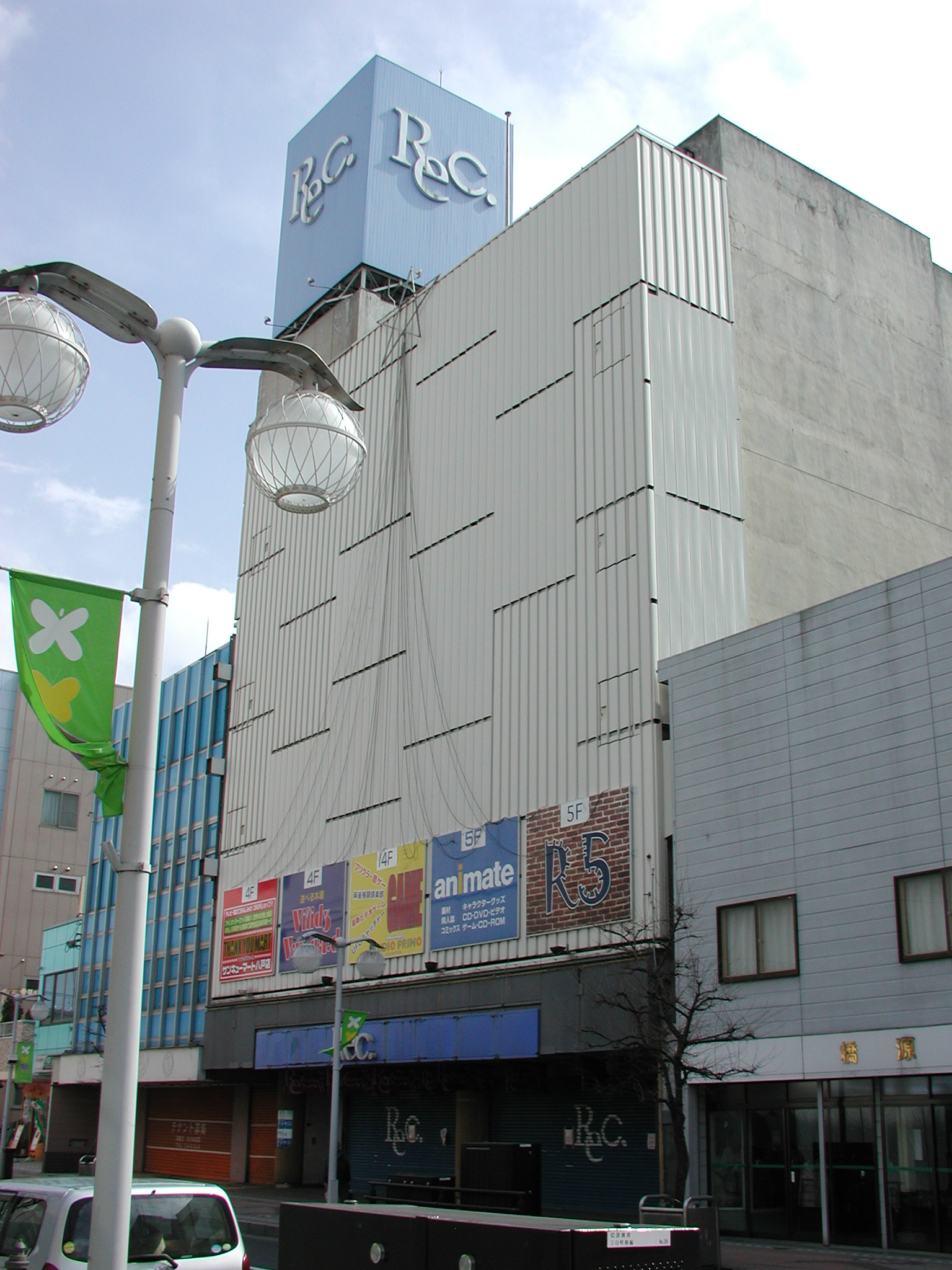
緑屋八戸店（WALK→Rec.本館→現在は閉鎖状態）＜参考：2008年3月16日に撮影＞

- 八戸店（八戸市三日町21[119][120][7]、1968年（昭和43年）6月28日開店[125] - 1986年（昭和61年）閉店[要出典]）

延べ床面積約8,724m2、売場面積約3,937m2（直営売場面積約3,892m2）。
グリル松和の跡地の松和ビルに出店していた。
その後「ウォーク八戸」として営業したが1999年（平成11年）1月17日に閉店。

#### 岩手県
- 盛岡店（盛岡市開運橋通3-32[119][130][1]（旧・大沢川原小路126-1[131]）、1964年（昭和39年）5月開店[132][133] - 1992年（平成4年）閉店[要出典]）

敷地面積約1,194m2、地下1階・地上4階建て、延べ床面積約6,850m2、売場面積約3,456m2。
店舗解体後はマンション。

#### 宮城県
- 仙台店[2] → 仙台名掛丁店 （仙台市名掛丁32[2]、1952年（昭和27年）4月開店[2] - 1978年（昭和53年）閉店[要出典]）
- 仙台東一番丁店（青葉区一番町4-5-13[130][1]（旧・東一番丁36[7]）、 1959年（昭和34年）開店[135] - 1982年（昭和57年）閉店[79]）

敷地面積約1,622m2、延べ床面積約8,611m2、売場面積約1,378m2。
1983年（昭和58年）8月に太陽観光開発が当社から約23億円で取得し、内外装などの改装を行って同年11月18日にパチンコ店「ナポレオン」やボウリング場「ボウル・サンシャイン」などが入居する娯楽ビル「サンシャインビル」として新装開店した。
- 仙台駅前店（青葉区中央1-9-1[120][1]新東北ビル） 1966年（昭和41年）3月開店[139] - 1982年（昭和57年）閉店[79]）
敷地面積約890m2[140]、延べ床面積約1,986m2[140]、売場面積約1,445m2[141]。

青葉通の丹六跡の新東北ビルの所有するビルに出店していた。
店舗跡のうち、1983年（昭和58年）8月に1階から4階までには山一証券仙台支店が移転し、5階から9階は開発興業が入居した。
TBCラジオのサテライトスタジオがあり、ここから一社提供番組「スタジオ緑屋7（セブン）」を平日夕方、生放送していた。

#### 山形県
- 山形店（山形市七日町2-1−6津島ビル[130]、1967年（昭和42年）9月開店[143] - 1983年（昭和58年）2月閉店[144]）

売場面積約2,226m2。
1984年6月9日、後継テナントとして電巧堂（売場面積約1,650m2）が出店した。電巧堂の閉店後、ビルは解体。跡地周辺は再開発され、鉄筋4階の北棟、3階の南棟からなる複合型商業ビル「E-NAS（イーナス）」が2003年12月6日にオープン。富岡本店、タリーズコーヒーなどが入る。

#### 福島県
- 平店（平市(現:いわき市)、1951年（昭和26年）開店[147] - 1952年（昭和27年）閉店[要出典]）

#### 栃木県
- （初代）宇都宮緑屋（宇都宮市曲師町3158[148]、1960年（昭和35年）3月開店[89] - 1975年（昭和50年）閉店[要出典]）

#### 群馬県
- 高崎店（高崎市新町116[119]、1967年（昭和42年）10月開店[149] - 1976年（昭和51年）8月22日閉店[118]）

売場面積約1,787m2。

#### 千葉県
- 千葉店（千葉市中央区中央3-18−3[120][1]（旧・吾妻町2-17[131][151]）、1958年（昭和33年）開店[135] - 1983年（昭和58年）10月閉店[144]）

売場面積約2,372m2。
現:千葉中央ビル。
- 茂原店（茂原市千代田町1-14[131]、1961年（昭和36年）開店[135] - 1973年（昭和48年）1月31日閉店[118]）
- 本八幡店（市川市八幡町3-1-15[153]、1963年（昭和38年）12月開店[132] - 1976年（昭和51年）2月29日閉店[118]）

敷地面積約499m2、延べ床面積約1,481m2、売場面積約1,114m2。
現:日新ビル。
- 柏店（柏市柏1-4-6[154]（旧・豊四季820[6][153]）、1964年（昭和39年）11月開店[132] - 1977年（昭和52年）2月28日閉店[118]）

売場面積約1,994m2。
店舗跡にはニューサンキが出店した。

#### 東京都
- （初代）三軒茶屋店　(東京都世田谷区太子堂[2]、1946年（昭和21年）9月12日開店[12]）

面積約9坪。
- （2代目）三軒茶屋店　(東京都世田谷区太子堂4-24-18[7]、1957年（昭和32年）開店[16] - 1984年（昭和59年）1月31日閉店[156]）

敷地面積約1,314m2、鉄筋コンクリート造地下1階地上5階建て・延べ床面積約8,078m2、売場面積約2,487m2
エレベーターや冷暖房完備した店舗だった。
- 新宿店（新宿区西新宿7-1-7[120]（旧・柏木1-737-2[131]）、1960年（昭和35年）開店 - 1977年（昭和52年）1月31日閉店[118]）

敷地面積約1,024m2、延べ床面積約5,146m2、売場面積約2,981m2
1977年（昭和52年）1月に「ダイカンホーム」に売却した。
- 高田馬場店（新宿区戸塚町3-84[131][158]、1963年（昭和38年）開店 - 1968年（昭和43年）2月28日閉店[118]）

敷地面積約194m2、延べ床面積約536m2、売場面積約398m2。
- 都立大学駅前店（目黒区平町1-26-17[6][158]、1958年（昭和33年）開店[135] - 1968年（昭和43年）6月30日閉店[118]）

敷地面積約292m2、延べ床面積約451m2、売場面積約342m2。
- 阿佐谷店（杉並区阿佐谷南1-36-3[119][7]、1965年（昭和40年）開店 - 1970年（昭和45年）11月14日閉店[118]）

延べ床面積約1,972m2、売場面積約1,524m2
- 池袋店（豊島区南池袋1-19-6[120][159][1]（旧・豊島区池袋東2-3-13[160]）、1966年（昭和41年）2月26日開店[160] - 1977年（昭和52年）閉店）

延べ床面積約8,580m2、売場面積約2,970m2。
地下1階地上9階建ての緑屋松竹会館に出店していた。
1983年（昭和58年）11月27日に「西武ハビタ館」に業態転換した。
現・ヒューマックスパピリオン、パチンコPREGO池袋EX。
- 常盤台店（板橋区南常盤台1-30[131][162]、1960年（昭和35年）開店[135] - 1972年（昭和47年）7月16日閉店[118]）

日本住宅公団の地上5階建てビルの1階から2階に出店していた。
1972年（昭和47年）11月末によしや常盤台店（売場面積約825m2）が開店した。
- 志村店（板橋区志村町2-10−1[6][162]、1964年（昭和39年）10月開店[132] - 1974年（昭和49年）8月31日閉店[118]）

現・キャンドゥ志村坂上店。
- 赤羽台店（北区赤羽台1-6-50-119[7][164]、1963年（昭和38年）10月開店[132] - 1970年（昭和45年）8月16日閉店[118]）

延べ床面積約361m2、売場面積約316m2。
日本住宅公団の住宅の一階の一角を賃借して出店していた。
- （初代）北千住店（足立区千住2-16[6][131]、1962年（昭和37年）開店[135] - ?閉店）

敷地面積約270m2、延べ床面積約1,709m2、売場面積約1,317m2。
- 北千住駅前店[166] → （2代目）北千住店[167]（足立区千住2-25[166][167]、? - 1994年閉店[要出典]）

売場面積約3,587m2。
- （初代）吉祥寺店（武蔵野市吉祥寺本町1-13-2[131][162]、1955年（昭和30年）開店 - 1980年（昭和55年）閉店）

敷地面積約1,154m2、延べ床面積約1,894m2、売場面積約1,307m2。
- 吉祥寺スーパーストア（武蔵野市吉祥寺本町1-10-6[131]、1963年（昭和38年）11月15日開店[168]）

敷地面積約276m2、延べ床面積約295m2、売場面積約231m2。
- （初代）立川店（立川市柴崎町3-103[2][15]、1951年（昭和26年）10月開店[2] - 1977年（昭和52年）閉店）

敷地面積約684m2、延べ床面積約1,324m2、売場面積約894m2。
- （2代目）立川店（立川市曙町2-9−1[169]、? - 1977年（昭和52年）閉店）

売場面積約3,772m2。
- 八王子店（八王子市旭町8-3[7]、1952年（昭和27年）11月開店[2][170] - 1977年（昭和52年）1月31日閉店[118]）

敷地面積約963m2、延べ床面積約1,263m2、売場面積約979m2。
- 八王子店別館・家電センター（八王子市、1968年（昭和43年）11月開店[170] - 1975年（昭和50年）1月31日閉店[118]）

- 田無店（田無市本町3-9-4[162](現・西東京市)、1963年（昭和38年）11月15日開店[171] - 1973年（昭和48年）1月31日閉店[118]）

敷地面積約964m2、延べ床面積約2,427m2、売場面積約1,486m2
- 調布店（調布市小島町164[131][7][167]、1957年開店 - 1982年閉店）

売場面積約650m2。
- 原町田店（町田市森野1-37−1[119][7][167]（旧・南多摩郡町田町森野1381[2]）、1951年（昭和26年）12月開店[2] - 1983年（昭和58年）12月31日閉店[156]）

敷地面積約884m2、延べ床面積約951m2、売場面積約840m2 → 約4,278m2。
1968年（昭和43年）に9階建てに増改築した。
店舗跡は「POP まちだビル」となった。
- 府中ミドリストア（府中市宮西町1-2[131]、1963年（昭和38年）3月開店[175] - ?閉店）

敷地面積約331m2、延べ床面積約305m2、売場面積約152m2。
- 青梅店（青梅市青梅字下町151[131]、1952年（昭和27年）11月開店[2] - 1977年（昭和52年）2月28日閉店[118]）

敷地面積約328m2、延べ床面積約509m2、売場面積約479m2 → 約970m2。

#### 神奈川県
- 伊勢佐木町店（横浜市中区長者町7-118[120][177][1]、1959年（昭和34年）開店[135] - 1979年（昭和54年）閉店）

延べ床面積約3,118m2、売場面積約2,214m2
- 藤棚店（横浜市西区浜松町2-26[119][7]（旧・藤棚町1-14[131][2]）、1952年（昭和27年）12月開店[2] - 1971年（昭和46年）10月5日閉店[118]）

敷地面積約559m2、延べ床面積約900m2、売場面積約763m2。
- （初代）横須賀店 → 追浜店（横須賀市追浜本町1-36[2][177]、1951年（昭和26年）4月開店[178] - 1975年（昭和50年）1月31日閉店[118]）

敷地面積約452m2、延べ床面積約1,112m2、売場面積約911m2。
当社初の支店として横須賀市追浜本町に横須賀店を開店した。
- （2代目）横須賀店（横須賀市本町1-3[131][2][7]、?開店 - 1975年（昭和50年）閉店）

敷地面積約477m2、延べ床面積約1,246m2、売場面積約907m2。
- 衣笠店（横須賀市衣笠栄町1-15[131][177]、1956年（昭和31年）12月開店[179] - 1973年（昭和48年）1月31日閉店[118]）

敷地面積約336m2、延べ床面積約713m2、売場面積約556m2。
- 茅ヶ崎店（茅ヶ崎市幸町3-8[119]（旧・茅ヶ崎6036[6]）、1963年（昭和38年）3月開店[175] - 1971年（昭和46年）9月15日閉店[118]）

延べ床面積約196m2、売場面積約175m2。
- 平塚店（平塚市紅谷町2-3[119][177][167]、1962年（昭和37年）開店[135] - 1983年（昭和58年）7月末閉店[180]）

延べ床面積約1,589m2、売場面積約1,173m2 → 約2,082m2。
物販部門の閉店後もクレジット部門の営業は継続した。

#### 新潟県
- 新潟店（新潟市中央区古町七番町998-1[120][1]、1969年（昭和44年）12月開店[182] - 1990年（平成2年）閉店[183])

売場面積約3,552m2。
1984年（昭和59年）2月25日に改装して新装開店した。
地下に映画館「新潟大映」が開店と同時に開館していたが、1987年（昭和62年）6月19日にタイトーが直営ビリヤード場1号店のP&Pを開店した。
店舗跡はパチンコ店「コンサートホール」が1991年（平成3年）に開店した。

#### 静岡県
- 沼津店（沼津市大手町155[119][7]、1968年（昭和43年）開店 - 1976年（昭和51年）8月22日閉店[118]）

#### THE PRIME（ザ・プライム）への転換店舗

##### 東京都
- 渋谷店 (渋谷区道玄坂2-29-5[120][1][190]、1963年（昭和38年）11月開店[132] - 1984年閉店)

地下1階地上7階建て、店舗面積約7,000m2。
1985年（昭和60年）11月6日に87店舗が入居する映画館や飲食店が入居する「ザ·プライム」に業態転換した。
- 成増店（板橋区成増2-15-18[167][192]、1970年（昭和45年）開店[193] - 1991年（平成3年）7月閉店[194]）

売場面積約2,474m2。
店舗跡は1992年（平成4年）にパチンコ店「コンサートホール」が開店した。
成増プライム。
- 府中店（府中市宮町1-2-18[15][167]（旧・府中市新宿9125[2]）、1953年（昭和28年）4月開店[2] - 1992年（平成4年）閉店）

敷地面積約1,314m2、延べ床面積約1,709m2、売場面積約1,494m2 → 約3,161m2
府中プライム（府中プライムも2013年に閉鎖）。現:府中ル・シーニュ。

##### 神奈川県
- （3代目）横須賀店（横須賀市若松町1-5[167]、1972年（昭和47年）9月開店[196] - 1985年閉店[197]）

地下2階地上7階建て、延べ床面積約12,860m2、売場面積約6,852m2。
1985年（昭和60年）11月22日に87店舗が入居するファッションビルのウォークに業態転換した。
その後、1998年に商業ビル横須賀プライムとなったが、横須賀中央駅前の再開発に伴い2024年2月28日に閉館した。
- 溝ノ口店（川崎市高津区溝口溝ノ口352[131][151][167]、1953年（昭和28年）10月開店[2] - 1993年閉店）

敷地面積約473m2、延べ床面積約774m2、売場面積約717m2 → 約1,934m2。
1955年（昭和30年）12月に「株式会社溝口緑屋」を設立して分社化した。
- 藤沢店（藤沢市南藤沢2-1-2[199][200]（旧・藤沢391[201]）、1971年（昭和46年）11月19日開店[201] - 1983年（昭和58年）7月閉店[144]）

地下1階・地上8階建て、売場面積約4,417m2。
店舗跡は、1984年（昭和59年）4月28日に15店舗が出店した大型飲食店ビル・クッチーネ（テナント面積約4,789m2）として新装開店した。
藤沢プライム。

## 過去に存在した事業所
- 緑屋会館（横浜市中区伊勢佐木町[203]、1964年（昭和39年）3月29日開館[203]）

- 本八幡緑屋会館（市川市、1964年（昭和39年）5月21日開館[203]）

京成八幡駅前に開設された。
- ワセダボール店（新宿区諏訪町82[120]）

- 第2ワセダボール店（新宿区戸塚町3-18[120]）

- 用賀商品センター（世田谷区玉川台1-11-16[204]）

地下1階地上3階建て、延べ床面積約2,700m2。
繊維品関連の物流拠点であった。
- 志木流通センター（埼玉県新座市野火止93-3[204]、1972年（昭和47年）5月開設[205]）

地上2階建て、延べ床面積約2,600m2。
家具の物流拠点であった。
- 仙台流通センター（宮城県仙台市田子馬放106[204]、1973年（昭和48年）9月開設[205]）

延べ床面積約2,600m2。
仙台卸商センターの一角にあった。

## 過去に存在した関連会社
- 緑屋商事株式会社[206]（仕入れ部門[17]、1958年（昭和33年）5月設立[120]、資本金5000万円[120]、東京都世田谷区太子堂4-24-18[120]）
- 緑屋不動産株式会社[206]（保険代理店[17]）
- 幸十倉庫株式会社[206]（倉庫業[17]）
- 株式会社きのえね[206]（広告宣伝・店内装飾[17]）
- 緑屋信用販売協同組合（共同購入資金の借入・貸付[17]、1958年（昭和33年）設立[17]）
- 緑屋電業社（照明・電気工事[17]、1958年（昭和33年）設立[17]）
- 緑屋信用調査（信用調査・DM[17]）
- 緑屋食堂株式会社[206]（大衆食堂・社内給食[17]）
- 緑屋運輸株式会社[206] → スリーエス・ニッポン運輸[207]（運送業[17]、1963年（昭和38年）5月設立[208]、資本金3750万円[208]）
店舗と物流拠点間の輸送や宅配業務を行っていた[207]。山九が株式の80％を取得して1985年（昭和60年）6月に[株式会社スリーエス・サンキュウに商号を変更した[209]。2008年に山九の完全子会社となる[210]。
- 株式会社緑屋会館[206]（結婚式場・観光業[17]、1965年（昭和40年）8月設立[120]、資本金4500万円[120]、東京都新宿区諏訪町82[120]）
- 緑屋計算センター（コンピューター管理[43]、1978年（昭和53年）4月1日設立[43]、資本金9000万円[43]）

## 参考／出店を断念した店舗
- ams西武盛岡店[211]（盛岡市駅前通9[133]、）

本館:地下2階地上7階建て・延べ床面積約24,401m2、別館:地下2階地上10階建て・延べ床面積約15,796m2、売場面積約18,700m2。